# Serge & Christine Ghisoland
Serge & Christine Ghisoland (ambos nascidos em 1946) são um duo belga conhecido por representar o seu país, a Bélgica no Festival Eurovisão da Canção 1972.

## Festival Eurovisão da Canção
Em 1970, o então desconhecido casal participou na final nacional belga para o Festival Eurovisão da Canção 1970, com as canções "Lai lai lai" e "Nous serons toi et moi". Ambas as canções parassaram à final, mas o casal Ghisoland decidiu retirar "Nous serons toi et moi", competindo com "Lai lai lai", que terminou em 4º lugar.
Em 1972, o duo foi escolhido para interpretar dez canções para a final nacional belga para o Festival Eurovisão da Canção 1972, em que o público escolheu "À la folie ou pas du tout" para representar o país em Edimburgo. A canção terminou em 17º e penúltimo lugar.

## Carreira posterior
Serge é atualmente professor.